# AT 2018pw
AT 2018pw est une supernova candidate découverte en février 2018 par les membres du projet de science citoyenne Supernova Hunters. Elle est située dans le coin inférieur droit de la constellation du Bélier.

## Découvreurs
- K. C. Chambers (IfA, Université d'Hawaï)
- M. E. Huber (IfA, Université d'Hawaï)
- H. Flewelling (IfA, Université d'Hawaï)
- E. A. Magnier (IfA, Université d'Hawaï)
- A. Schultz (IfA, Université d'Hawaï)
- T. Lowe (IfA, Université d'Hawaï)
- J. Bulger (IfA, Université d'Hawaï)
- S. J. Smartt (Université Queen's de Belfast)
- K. W. Smith (Université Queen's de Belfast)
- J. Tonry (IfA, Université d'Hawaï)
- C. Waters (IfA, Université d'Hawaï)
- D. E. Wright (Université du Minnesota)
- D. R. Young (Université Queen's de Belfast)
- S. Barquin (Supernova Hunters project)
- J. Campos (Supernova Hunters project)
- B. L. Goodwin (Supernova Hunters project)

Des observations supplémentaires ont été réalisées en février 2018 par le Groupe ATLAS, le nom d'« ATLAS18mev » a été attribué à cet objet.